# عطالله السحيمات
عطالله السحيمات أو عطا الله باشا السحيمات (1875 - 28 يوليو 1965) قائداً عربياً وأردانياً وسياسياً ورجل دولة. ولد في مدينة الكرك، جنوب الأردن. كان ابن الشيخ سليمان أفندي السحيمات الذي كان زعيماً وطنياً وعضواً في المجلس البلدي الأول لمدينة الكرك في عهد الإمبراطورية العثمانية في تسعينيات القرن التاسع عشر. 
الشيخ عطالله السيحمات كان رئيس عشائر الغساسنة في الأردن، وزعيمًا شهيرًا خلال فترات زمنية مختلفة في المناطق التالية: سوريا العثمانية، شرق الأردن، وبعد ذلك المملكة الأردنية الهاشمية. تقلد العديد من المناصب العليا منها رئيس محكمة الحقانية في الإمبراطورية العثمانية ورئيس المحكمة الابتدائية في "حكومة موآب الوطنية"، شارك في تطوير الميثاق الوطني في عام 1928 ، وفي عام 1929 كان عضوا في المجلس التشريعي الأول في إمارة شرق الأردن ممثلاً الكرك ومعان. كان الشيخ السحيمات مدير المخابرات العامة في حكومة الملك فيصل الأول في سوريا.

## الأبناء
وهو والد النائب صلاح السحيمات، والجنرال 
محمد السحيمات وعز الدين السحيمات.

## الوفاة
توفي الشيخ السحيمات في 28 يوليو 1965 ودفن في مقبرة النبي نوح في مدينة الكرك.

## روابط خارجية
- ذكرى وفاة الشيخ عطالله السحيمات